# FPSRussia
FPSRussia war ein YouTube-Kanal, auf dem zwischen 2010 und 2016 kurze englischsprachige Videos über Schusswaffen und Sprengstoffe veröffentlicht wurden. Moderator und Hauptfigur der Beiträge ist der US-Amerikaner Kyle Myers, der in den Videos die Kunstfigur Dimitri Potapoff darstellt, einen mit starkem Akzent sprechenden Russen. In den Videos geht es nicht um eine ernsthafte Beschreibung von Waffen oder den Umgang damit, stattdessen werden die Waffen auf möglichst spektakuläre Art eingesetzt.

## Youtube-Kanal FPSRussia

### Entwicklung von FPSRussia
Am 1. September 2010 veröffentlichte der Betreiber des Kanals sein erstes Video. Im Mai 2011 erreichte der FPSRussia-Kanal eine Million Abonnenten. Im März 2016 verzeichnete der Kanal über 720 Millionen Zuschauer und über sechs Millionen Abonnenten, womit er auf Rang 142 der meistabonnierten Kanäle stand.
Im April 2016 erschien das bisher letzte Video im Kanal.

### Inhalt der Videos
Zu Beginn eines Videos erwähnt Myers üblicherweise kurz die Eigenschaften einer Waffe, um sie anschließend auf verschiedene Ziele wie Melonen, PET-Flaschen oder Pappkameraden abzufeuern – mit möglichst spektakulärem Effekt. Dabei kamen unter anderem eine vergoldete AK-47, ein Schützenpanzer, eine 40-mm-Boforskanone und ein offenbar gefakter bewaffneter Quadrocopter zum Einsatz.
Im Allgemeinen liegt der Fokus der Videos bei der Unterhaltung des Publikums, die waffentechnischen Details oder Funktionsweisen sind dabei i. d. R. nicht von hervorstehender Bedeutung. Myers und sein Team bieten der Audienz „actionreiche“ Videos, in denen es um das Abfeuern und die Zielwirkung der gezeigten Waffensysteme geht. Letztere wird gelegentlich durch Zuhilfenahme von Effektkörpern wie Tannerite gesteigert, um der Audienz möglichst viel „Action“ zu bieten.

### Kooperationen
Myers Erfolg mit FPSRussia führte zu einer Reihe von Kooperationen:
- Im Juli 2011 hatte er einen Auftritt bei der YouTube-Show Epic Meal Time, die 7,1 Millionen Views einbrachte (Stand August 2013).[8]
- Myers ist außerdem ein Gastgeber der „The Controller: Medal of Honor“-Serie von dem YouTube-Kanal Machinima Prime.[9]
- Am 29. Oktober 2012 hatte Myers einen Cameo-Auftritt im Call of Duty: Black Ops II live action trailer, Regie: Guy Ritchie[10]
- Außerdem ist Myers als FPS Kyle einer der Gastgeber beim Podcast Painkiller Already (PKA).

## Kyle Myers
Der Betreiber und Moderator des Kanals war der Amerikaner Kyle Lamar Myers. Myers wurde am 9. Mai 1986 in Hart County, Georgia geboren. Vor FPSRussia betrieb Myers die YouTube-Kanäle „klm5986“ und „FPSKylesletsplays“. Auf letzterem lud er Let’s Plays von Fallout, Duke Nukem und Dead Space hoch. Als „FPSKyle“ (FPS = First Person Shooter) kommentierte er dort außerdem Mitschnitte von Multiplayergefechten der Ego-Shooter-Serie Call of Duty. Das Ansinnen, echte Waffen zu erklären und sie mit ihren Nachbildungen aus Computerspielen und Filmen zu vergleichen, führte zur Gründung von FPSRussia.
Die Idee zu dem russischen Akzent kam ihm bei seiner damaligen Arbeitsstelle, einem Autohändler. Einer seiner Kollegen dort war Russe, und Myers reizte es, dessen Sprechweise zu imitieren. Außerdem lernte Myers den Akzent schon als Fünfjähriger von seinem Onkel, der oft zum Spaß mit dem kleinen Kyle in russischem Zungenschlag sprach. Myers erschuf mit dem Akzent die Fantasiefigur Dmitri und begann, auf der elterlichen Farm in Georgia seine Videobeiträge zu drehen.
Myers betreibt außerdem die Kanäle FPSRussiaTV und MoreFPSRussia. Letzterer ist eher informativ ausgerichtet und befasst sich hauptsächlich mit den technischen Aspekten von Waffen. Im März 2013 veröffentlichte er ein Spiel im Apple App Store, dessen Entwicklung mit einer Crowdfunding-Kampagne finanziert wurde.
Am 3. Januar 2013 wurde das FPSRussia-Teammitglied Keith Ratliff tot aufgefunden. Ratliff war für FPSRussia für die Beschaffung der Waffen zuständig. Es wurde wegen Verdacht auf Mord ermittelt, die Ermittlungen hielten im März 2013 noch an. Im März 2013 wurde Myers’ Anwesen in Georgia, sowie die nahegelegene Farm seines Vaters von einem mehr als vierzigköpfigen Team des ATF und des FBI durchsucht. ATF-Sprecher Richard Coes teilte mit, dass der Grund für die Haussuchung Verdacht auf illegalen Sprengstoffbesitz sei, aber keine verbotenen Substanzen vorgefunden worden seien.